# Victoriano del Río (ganadería)
Victoriano del Río es una ganadería brava española, situada en los términos municipales de Guadalix de la Sierra (Madrid) y Mayorga (Valladolid) y que está inscrita dentro de la Unión de Criadores de Toros de Lidia. Los toros de la ganadería, que pastan en las fincas de "El Palomar" y "San Martín", tienen procedencia Juan Pedro Domecq, vía Jandilla.
La ganadería obtuvo su antigüedad tras lidiar una corrida completa en la Plaza de toros de Madrid por primera vez el 12 de julio de 1942. Las reses de este hierro lucen divisa en color negro y amarillo y poseen una muesca en ambas orejas, como señal.
Igualmente, la casa posee un segundo hierro, el de Toros de Cortés, que regenta Ricardo del Río González, cuya antigüedad se obtuvo en 2007, con reses de la ganadería titular de Victoriano del Río.

## Historia de la ganadería
En 1941 el ganadero sevillano Juan Guardiola Fantoni decidió crear su propio hierro adquiriendo reses de la vacada de Torre Abad, propiedad de los hermanos Gamero Cívico. Un proyecto empresarial que corría al margen de la ganadería familiar de Salvador Guardiola y María Luisa Pérez de Vargas, y que en pocos años consiguió situarse como referente del campo bravo español.
Guardiola Fantoni embarcaba una novillada para la Plaza de toros de Madrid y que se lidió el 12 de octubre de 1942. Se trataba de la corrida con la que el hierro tomaría antigüedad y cuya lidia y muerte correspondió a los novilleros José Neila, Rafael Vega Gitanillo Chico y Emilio Escudero.
A la muerte del ganadero, en 1947, la ganadería se divide en distintos lotes y a partir de la cual surgirán nuevos hierros. Así, Juan Guardiola Soto, venderá su parte a un ganadero portugués de donde nacerá Murteira Grave mientras que la parte que recayó en Manuel Álvaro y José  Guardiola Soto será el origen de las ganaderías de Victoriano del Río, El Trébol y Castilblanco.
En 1951 Manuel Guardiola Soto vendía la parte de la ganadería de su padre que le había correspondidio y lo hace a José Luis Vázquez Garcés, quien refrescaría lo anterior de encaste Gamero-Cívico con reses de origen Santa Coloma. En 1973 la ganadería pasa a nuevas manos, adquiriéndola la familia Vázquez Silva quien la mantendrá durante nueve años hasta su venta, en 1982, en que pasará a manos de Lendra Díaz Martínez, quien pasará a anunciar la vacada como El Retamar.
En 1985 adquiere la ganadería el empresario madrileño Victoriano del Río Cortés quien decide desechar todo lo de Santa Coloma que tenían los toros y vacas de El Retamar y rehace la ganadería con toros de encaste Domecq. Así, adquiere lotes de vacas y sementales a Juan Pedro Domecq Solís, Luis Algarra, Jandilla y El Torreón; una amalgama de sangre que se completará con la compra de una octava parte de la ganadería de El Torero, propiedad de Salvador Domecq.
En 2008, Victoriano del Río alcanzó notoriedad científica al embarcarse en la clonación de toros de lidia para preservar y difundir las cualidades genéticas de uno de sus sementales. El toro Alcalde, de origen Jandilla, fue el animal seleccionado para hacer este experimento genético aunque el ganadero madrileño ya había intentando años antes clonar a otro de sus toros estrella, Aldeano. La empresa encargada de efectuar la clonación extrajo células madre del lóbulo de la oreja de Alcalde de donde extrajo el material genético necesario para efectuar el experimento, enviándose después a España los embriones del toro clonado para poder hacer la inseminación en el óvulo de una de las vacas de la ganadería: "Estamos pendientes de los permisos de la Unión Europea para traer las células, conservadas a 170 grados bajo cero en los laboratorios de la empresa estadounidense Viagen. Tenemos preparadas cinco reses para que elijan la más óptima y, a los siete días del celo, se le insertará».

### Características
En la actualidad, los toros de la ganadería de Las Monjas tienen un origen genético basado en el de los toros del encaste Domecq. Por esta razón, y según la legislación española vigente, a nivel zoomorfo dispone de las siguientes características:
- Elipométricos y eumétricos, más bien brevilíneos con perfiles rectos o subconvexos.
- Bajos de agujas, finos de piel y de proporciones armónicas. Bien encornados, con desarrollo medio, y astifinos, pudiendo presentar encornaduras en gancho.
- Cuello largo y descolgado, morrillo bien desarrollado y la papada tiene un grado de desarrollo discreto. La línea dorso-lumbar es recta o ligeramente ensillada. La grupa es, con frecuencia, angulosa y poco desarrollada y las extremidades cortas, sobre todo las manos, de radios óseos finos.
- Pintas negras, coloradas, castañas, tostadas y, ocasionalmente, jaboneras y ensabanadas, estas últimas por influencia de la casta Vazqueña. Entre los accidentales destaca la presencia del listón, chorreado, jirón, salpicado, burraco, gargantillo, ojo de perdiz, bociblanco y albardado, entre otros. En la línea de Osborne son muy peculiares las pintas ensabanadas, con accidentales característicos como el mosqueado, botinero, bocinegro, etc.

### Toros célebres
| Nombre       | Número | Capa                   | Peso | Edad   | Plaza de toros             | Fecha      | Torero                | Observaciones | Ref.         |
| ------------ | ------ | ---------------------- | ---- | ------ | -------------------------- | ---------- | --------------------- | --- | ------------ |
| Aldeano      | 86     | Burraco                | -    | 84     | -                          | -          | -                     | Padre del toro “Alcalde” y de muchos otros toros muy importantes de esta importante ganadería                                                     | [ 8 ]        |
| Cantapájaros | 116    | Negro mulato           | 529  | -      | Las Ventas                 | 24-05-2007 | El Juli               | Le cortó una oreja y propició una de las mejores faenas de El Juli en la plaza de Madrid                                                          | [ 9 ] [ 10 ] |
| Dakar        | 136    | Negro bragado          | 525  | -      | Las Ventas                 | 5-06-2008  | José Tomás            | Ovacionado en el arrastre tras cortarle las dos orejas                                                                                            | [ 11 ]       |
| Comunero     | 15     | Negro                  | 536  | -      | Las Ventas                 | 5-06-2008  | José Tomás            | Toro al que el diestro de Galapagar le cortó las dos orejas                                                                                       | [ 12 ]       |
| Beato        | 46     | Colorado chorreado     | 620  | -      | Las Ventas                 | 5-06-2009  | Luis Francisco Esplá  | Último toro de la carrera del diestro alicantino y al que le cortó las dos orejas                                                                 | [ 13 ]       |
| Español      | 112    | Negro                  | 550  | -      | Plaza de toros de Pamplona | 09-07-2014 | Iván Fandiño          | Premiado con la vuelta al ruedo en el arrastre | [ 14 ]       |
| Dalia        | 56     | Negro listón chorreado | 580  | -      | Las Ventas                 | 01-06-2015 | José María Manzanares | Aplaudido en el arrastre, para el que se le pidió la vuelta el ruedo, y al que el diestro alicantino le cortó las dos orejas con petición de rabo | [ 15 ]       |
| Derramado    | 51     | Castaño                | 520  | -      | Plaza de toros de Sevilla  | 05-05-2017 | Sebastián Castella    | Premiado con la vuelta al ruedo | [ 16 ]       |
| Forajido     | 63     | Negro                  | 515  | AGO-11 | Plaza de toros de Pamplona | 12-07-2017 |                       | Premio Carriquiri |              |
| Duende       | 101    | Negro listón           | 551  | 09/15  | Las Ventas                 | 04-07-2021 | Emilio de Justo       | Premiado con la vuelta al ruedo | [ 17 ]       |
| Forajido     | 113    | Negro                  | 580  | AGO-18 | Plaza de toros de Pamplona | 13-07-2023 | Roca Rey              | Dos Orejas, vuelta al ruedo y Premio Carriquiri                                                                                                   |              |

### Toros indultados
A lo largo de la historia de la ganadería, el hierro de Victoriano del Río como también el segundo hierro propiedad de la familia, ha visto cómo se han indultado en las plazas distintos toros de la divisa del ganadero de Guadalix de la Sierra. Se trata de una práctica, la del indulto, concebida para preservar la bravura y los componentes genéticos de los animales de la ganadería; y a la que han accedido toros como éstos: 
| Nombre     | Fecha del indulto       | Lugar                     | Torero              | Ref.   |
| ---------- | ----------------------- | ------------------------- | ------------------- | ------ |
| Descarado  | 1 de junio de 2001      | Plaza de toros de Nimes   | Enrique Ponce       | [ 18 ] |
| Cóndor     | 13 de agosto de 2006    | Plaza de toros Frejus     | Juan Bautista       | [ 19 ] |
| Desgarbado | 8 de septiembre de 2008 | Plaza de toros de Dax     | Miguel Ángel Perera | [ 20 ] |
| Jilguero   | 22 de junio de 2019     | Plaza de toros de Badajoz | Antonio Ferrera     | [ 21 ] |

## Toros de Cortés

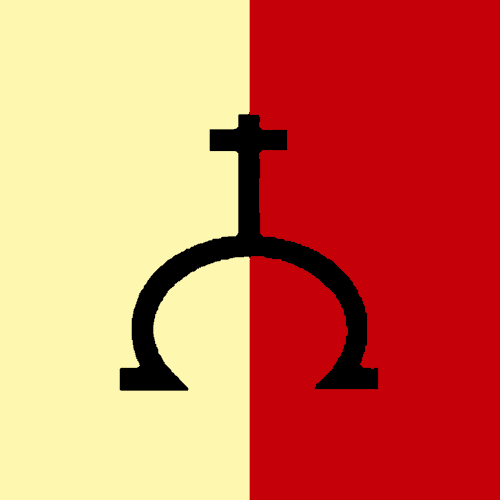
Hierro y divisa de la ganadería Toros de Cortés, también propiedad de Victoriano del Río

La ganadería de Toros de Cortés es el segundo hierro que posee la casa de Victoriano del Río y  que se creó en 1997 tras dividir el propietario parte de su vacada en dos partes, una para cada de uno de sus dos hijos, Ricardo y Pablo del Río. Los toros de este hierro pastan en el término de Guadalix de la Sierra (Madrid), en la finca "Cacunanes", y tienen divisa pajiza y encarnada, señalándose en la oreja sus reses con una horiquilla en ambas.
El debut de la ganadería en la Plaza de toros de Las Ventas, con la que obtuvo su antigüedad, tuvo lugar el 6 de mayo de 2007, con una corrida que estoquearon los diestros Víctor Puerto, Eugenio de Mora y Torres Jerez.

## Premios
- 2010: Premio "Alpargata de Oro", entregado por el Nuevo Casino Principal de Pamplona, por el encierro protagonizado en los Sanfermines de 2010.[24]
- 2013: Premio a la corrida más completa de la Feria de San Isidro 2013, entregado por la Comunidad de Madrid, por la corrida de toros lidiada el 23 de mayo en Las Ventas.[25]
- 2014: Premio a la corrida más completa de la Feria de San Isidro 2013, entregado por el Colegio Oficial de Veterinarios de Madrid, por la corrida de toros lidiada el 23 de mayo en Las Ventas.[26]
- 2017: Trofeo Carriquiri al Mejor toro de la Feria, entregado por la Casa de Misericordia de Pamplona, por el toro Forajido, lidiado por Ginés Marín el 12 de julio de 2017.[27]
- 2017: Premio Alpargata de Oro, entregado por el Nuevo Casino Principal de Pamplona, por el encierro más limpio y rápido de los encierros de los Sanfermines de 2016.[28]
- 2019: Premio "Corrida más completa y brava" de las Corridas Generales de Bilbao, entregado por la Junta Administrativa de la Plaza de toros de Bilbao.[29]
- 2019: Reconocimiento al "Toro más jugoso de la Feria", otorgada por la Sociedad Gastronómica Gazteluleku, por la carne del toro Jabaleño, lidiado por Pepín Liria el 12 de julio de 2018.[30]
- 2023: Trofeo Carriquiri al Mejor toro de la Feria, entregado por la Casa de Misericordia de Pamplona, por el toro Forajido, lidiado por Roca Rey el 13 de julio de 2023.[31]